# Krister
Krister, eller Christer, är ett mansnamn och en nordisk variant (ursprungligen Christiern) av Kristian, som i sin tur är av latinskt ursprung och betyder "kristen". Namnet betyder även den store och starke.  
Krister/Christer var ett modenamn och ett av de allra vanligaste namnen på 1940- och 1950-talen men har de senaste decennierna sjunkit mycket kraftigt. Idag är det inte ens bland de 250 vanligaste. Liksom för Kristian är stavningen med Ch vanligare (75%), men almanackan använder enligt normaliseringsprincipen K. Trots sin vanlighet kom namnet inte med i almanackan förrän 1986. 31 december 2005 fanns det totalt 80 125 personer i Sverige med namnet Krister eller Christer, varav 33 448 med det som tilltalsnamn.
År 2003 fick 247 pojkar namnet, varav 3 fick det som tilltalsnamn.
Namnsdag i Sverige: 13 november  (sedan 1986). I den finlandssvenska namnsdagslängden har Krister namnsdag 13 november sedan 1950.

## Kända personer med namnet Christer/Krister
- Christer Björkman - sångare
- Krister Bringéus - ambassadör
- Krister Broberg - musiker
- Krister Classon - komiker
- Krister Clerselius - friidrottare
- Christer Fant - skådespelare
- Christer Fuglesang - rymdfarare
- Christer Gardell - finansman
- Christer Garpenborg - friidrottare
- Krister Gierow - överbibliotekarie vid Lunds universitetsbibliotek
- Christer Glenning – motorjournalist
- Christer Gulldén - brottare
- Christer Gullstrand - friidrottare
- Christer Hellmark - formgivare
- Krister Henriksson - skådespelare
- Krister Kristensson - fotbollsspelare i Malmö FF, kopia av bragdmedaljen
- Christer Lindarw - dragshowartist
- Krister Littorin - Ivar Kreugers närmaste man i Svenska Tändsticksaktiebolaget
- Christer Lundberg - sångare och radiopratare
- Christer Majbäck - längdskidåkare
- Krister Nilsson (Vasa) - riksdrots
- Krister Petersson - tecknare
- Krister Petersson - åklagare
- Christer Pettersson - misstänkt för Palmemordet
- Christer Sabel - basketspelare
- Christer Sandelin - sångare
- Christer Sjögren - sångare
- Krister St. Hill - sångare
- Krister Stendahl - teolog, biskop i Stockholms stift
- Christer Sturmark - författare, opinionsbildare
- Crister Svantesson - restauratör
- Christer Themptander - konstnär
- Christer Ulfbåge - sportjournalist
- Krister Ulvenhoff - skådespelare och dragspelare
- Krister Wahlbäck - nutidshistoriker, ambassadör
- Krister Wickman - nationalekonom, politiker (S), statsråd, chef för Riksbanken
- Christer Zetterberg - företagsledare